# Huan Xiang
Huan Xiang (né en 1910 et mort le 28 février 1989) était un journaliste et diplomate chinois chargé de la mise en place d'un Centre de recherche des problèmes internationaux.

Huan Xiang est né en 1910 dans la province du Guizhou dans l'ouest de la Chine. Il a fait ses études à Shanghai et au Japon. Il a été nommé par Deng Xiaoping. Il a été surnommé le « Kissinger chinois », en référence à Henry Kissinger, célèbre diplomate américain.
Si Deng Xiaoping l'a choisi, c'est en particulier parce qu'il a été l'auteur d'analyses autour du concept de guerre des étoiles lancé par Ronald Reagan pour mettre à genoux les soviétiques. « Les deux plus grands pouvoirs militaires s'affaiblissent et déclinent » avait-il dit lors d'un colloque en 1986. Son point de vue était que seule la fin effective de la guerre froide permettrait à la Chine de se développer en tant que grande puissance au niveau mondial.